# Linz am Rhein (Verbandsgemeinde)
Linz am Rhein est une Verbandsgemeinde (collectivité territoriale) de l'arrondissement de Neuwied dans la Rhénanie-Palatinat en Allemagne. Le siège de cette Verbandsgemeinde est dans la ville de Linz am Rhein.
La Verbandsgemeinde de Linz am Rhein consiste en cette liste d'Ortsgemeinden (municipalités locales) :
1. Dattenberg
2. Kasbach-Ohlenberg
3. Leubsdorf
4. Linz am Rhein
5. Ockenfels

Localisation de la Verbandsgemeinde de Linz am Rhein dans l'arrondissement de Neuwied

6. Sankt Katharinen (Landkreis Neuwied)
7. Vettelschoß